# Kaldauen

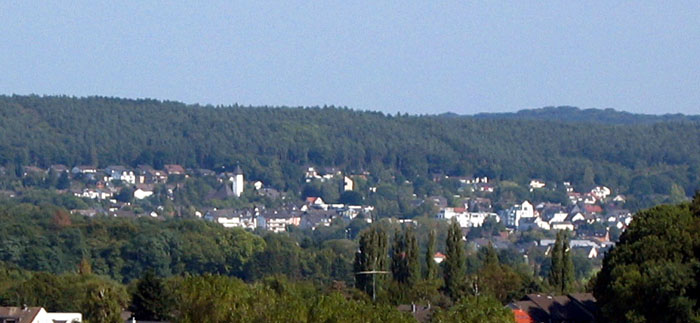
Kaldauen vom Michaelsberg in Siegburg gesehen

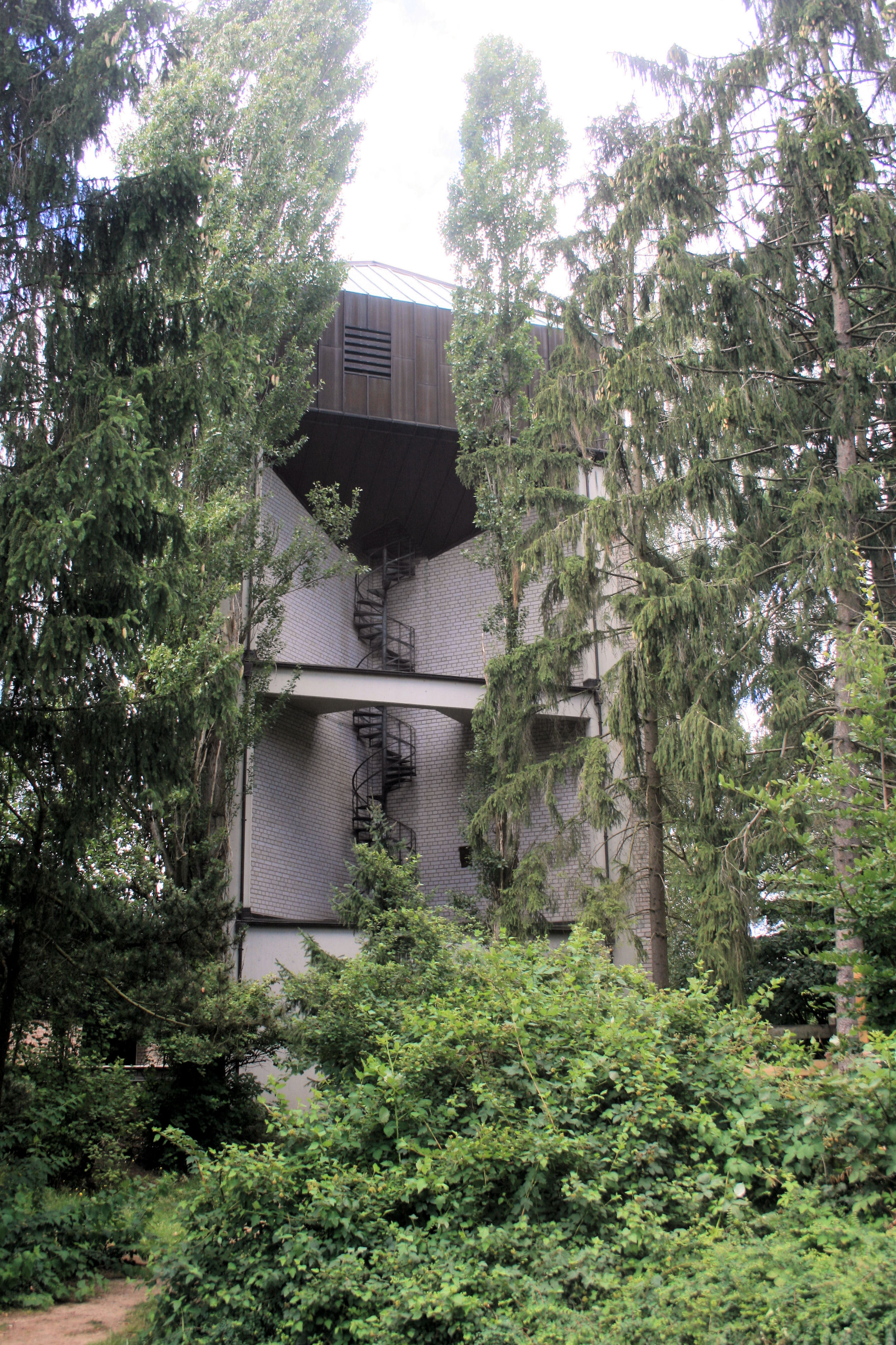
Turm der evangelischen Kirche

Kaldauen ist der größte Ortsteil der Kreisstadt Siegburg im Süden Nordrhein-Westfalens.

## Geografie und Landschaft
Kaldauen befindet sich drei Kilometer östlich der Siegburger Innenstadt zwischen 65 und 125 m ü. NHN an Hängen, die den Übergang der Kölner Bucht zum Bergischen Land darstellen. Im Osten grenzt Kaldauen mit dem ehemaligen Ortsteil Münchshecke an das Wahnbachtal, während im Westen der Anstieg zum Stallberg und Seidenberg die Begrenzung bilden. Die südliche Begrenzung wird durch die Siegauen gebildet.

## Geschichte
Am 4. Oktober 1071 erhielt die Abtei Siegburg per Königsurkunde die Gerichtshoheit in ihrem Bannbezirk; in dieser Urkunde wird der Ort Kaldauen erstmals erwähnt. Eine erste Besiedlung dieses Gebietes durch ein der Abtei in Siegburg zugehöriges Gut (Villa Chaltoiva/Chaltouva) wird ebenfalls 1071 erwähnt. Aus dieser Zeit stammen auch Funde, die die Keramikherstellung im Bereich Lendersberg aus dieser Zeit belegen. Noch heute findet man Scherbenhaufen von Fehlbränden im Kaldauer Wald. Das Siegburger Töpferhandwerk hatte in  Kaldauen seinen Ursprung und entstand früher als die vergleichbare Keramikproduktion in der bekannten rheinischen "Töpferstadt" Frechen, die erst um 1500 nachgewiesen ist. Kaldauen lag an einer wichtigen Handelsstraße nach Frankfurt am Main, die in den trockenen Bereichen im Siegtal verlief.

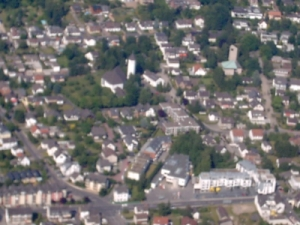
Das Zentrum von Kaldauen

Nachdem die Stadt Siegburg am nördlichen Rand Kaldauens in der zweiten Hälfte der 1950er Jahre die neue Wohnsiedlung „Am Sonnenhang“ errichtet hatte, wurde die katholische Liebfrauenkirche in den Jahren 1958/59 erbaut. Die Weihe fand durch Weihbischof Wilhelm Cleven am 7. Mai 1959 (Christi Himmelfahrt) statt. Ursprünglich gehörte sie zur Gemeinde Seligenthal, im März 1960 wurde der Pfarrsitz von Seligenthal nach Kaldauen verlegt. Liebfrauen war bis 30. Juni 2009 Sitz der Pfarrgemeinde St. Marien, zu denen neben Kaldauen die Ortsteile Stallberg, Seligenthal und Braschoß gehörten. Zum 1. Juli 2009 wurde die Kirchengemeinde aufgelöst und mit den umliegenden städtischen Kirchengemeinden St. Anno Siegburg, St. Dreifaltigkeit Wolsdorf, St. Elisabeth Deichhaus, St. Joseph Brückberg und St. Servatius Stadtmitte zur Großgemeinde St. Servatius vereinigt.
Die Evangelische Kirchengemeinde Siegburg-Kaldauen baute 1962/63 die Friedenskirche; die bis dahin zu Siegburg gehörende Gemeinde wurde am 1. Januar 1964 selbständig. Sie umfasst neben Kaldauen das Gebiet der Stadtteile Stallberg und Seligenthal.
Ein weiteres neues Wohngebiet entstand in den frühen 1970er Jahren nördlich des Waldfriedhofs. Danach dehnte sich die Besiedlung auch auf die Auen zur Sieg hin aus. 2002 wurde das neue drei- bis viergeschossig, im Halbrund gebaute Kaldauer Zentrum auf der einen Seite der Hauptstraße mit einer 5900 Quadratmeter großen Geschäftsfläche fertiggestellt.